# Batalla de Leipzig
La batalla de Leipzig (o Batalla de les Nacions. Alemany: Völkerschlacht bei Leipzig) es va lliurar entre el 16 i el 19 d'octubre de 1813 en territori alemany i va suposar una de les derrotes més decisives patides per Napoleó Bonaparte, qui va enfrontar-se amb la coalició de les grans potències europees del moment. És considerada com la batalla més gran a Europa abans de la Primera Guerra Mundial, amb la participació de vora 500.000 tropes.

## Antecedents
Napoleó venia d'enfrontar-se a la gran Rússia. El tsar, Alexandre I, dugué a terme una hàbil estratègia militar. Abandonaren tots els russos la ciutat de Moscou, cremant-la, perquè quan arribés l'exèrcit francès no en pogués utilitzar cap recurs. Gràcies a això, al fet que el clima rus és extremadament fred, que als francesos els escassejaven els aliments i que el territori rus gaudeix d'una molt àmplia extensió, van derrotar-los fàcilment.
Veient una oportunitat en aquesta històrica derrota de Napoleó, Prússia va tornar a la guerra, Napoleó va creure que podria crear un nou exèrcit tan gran com el que havia enviat a Rússia, i va reforçar ràpidament les seves forces a l'est de 30.000 a 130.000 homes, que posteriorment van arribar als 400.000. Napoleó va infligir 20.000 baixes a les forces aliades a la batalla de Lützen (2 de maig de 1813), i a la batalla de Bautzen (20 de maig al 21 de maig).

## Batalla
En aquell moment, els estats europeus s'adonaren que França no era invencible, i van unir-se totes les grans potències per fer-li front en la batalla de Leipzig. Napoleó va perdre aquesta batalla campal, coneguda també com la batalla de les nacions. Així quedà clar que el gran Napoleó podia ser derrotat.

## Conseqüències
Els aliats van emprendre la reeixida invasió de França el 1814, que va forçar a Napoleó a abdicar i va obrir el camí a la restauració dels Borbó.

## Memorial a Leipzig
El 1913 va ser construït un gran memorial a la ciutat de Leipzig en record a aquesta guerra. És conegut com a Völkerschlachtdenkmal i és un dels monuments d'aquest tipus més grans d'Europa. Els seus autors són els escultors Christian Behrens i Franz Metzner.

## Música
- Aquesta batalla donà tema al compositor alemany Joseph Karl Ambrosch (1759-1822) per escriure el Cant d'un prussià, inspirat en la Batalla de Leipzig (1813).[5]